# Steyermarkochloa
Steyermarkochloa,  es un género de plantas herbáceas de la familia de las gramíneas o poáceas. Es originario de Venezuela y Colombia.

## Etimología
El nombre del género se compone de la palabra griega chloé (hierba), y por el nombre de Julian Alfred Steyermark, botánico y recolector de plantas. 

## Especies
- Steyermarkochloa angustifolia
- Steyermarkochloa unifolia